# Národní park Sarek
Národní park Sarek je oblast v regionu Jokkmokku v Laponsku patřící k severnímu Švédsku. Hraničí s národními parky Stora Sjöfallet a Padjelanta. Je oblíbený mezi milovníky trekingu a horolezci, pro začátečníky ale není vhodný.
Park je má zhruba kruhovitý obrys s poloměrem okolo 25 kilometrů. Nenacházejí se zde žádné značené trasy, žádné nocležiště a pouze pár mostů. Některé mosty jsou umisťovány pouze v letním období. Sarek patří mezi oblasti s nejčastějšími srážkami ve Švédsku a tak jsou podmínky velmi závislé na počasí. U mnoha potoků hrozí rozvodnění a jejich překračování může být velmi nebezpečné bez předchozí zkušenosti.
Delta řeky Rapa je považována za jedno z nejkrásnějších míst v Evropě a vrcholek hory Skierffe nabízí výhled na celé toto údolí.
V národním parku se nachází velký počet vysokých hor s výškou přes 2 000 metrů. Ve skutečnosti, šest ze třinácti nejvyšších švédských vrcholů je ukryto uvnitř tohoto parku a to včetně druhé nejvyšší hory Švédska - Sarektjåkkå. Kvůli obtížnému přístupu jsou tyto hory velmi zřídka zdolávány.
Společně s pár dalšími národními parky ve Švédsku patří Sarek k nejstarším parkům v Evropě. Od roku 1996 je součástí světového přírodního a kulturního dědictví UNESCO pod názvem „Laponské území“ společně s dalšími okolmími chráněnými územími.